# Asociación de Profesores de Español de Chipre

La Asociación de Profesores de Español de Chipre (en griego: Ισπανικά Σύνδεσμος Δασκάλων Κύπρος) (en turco: İspanyol Öğretmenler Derneği Kıbrıs), es una organización de formación y capacitación de docentes o profesores de Chipre, encargada de la Enseñanza Secundaria del Sector Público en el país. 
Estos son además los siguientes objetivos que cumple la asociación:
1. Reunir los profesores de español de todo Chipre.
2. Organizar cursos, seminarios, congresos para el profesorado.
3. Difundir el español.

Al igual que Grecia, la lengua española ha tenido una gran demanda por aprenderlo en las isla de Chipre, lo cual ha tenido un crecimiento de número de alumnos según el Instituto Cervantes de Atenas en los últimos años. Además Chipre como miembro de la Unión Europea, el español está presente en las asignaturas educativas como una de las lenguas extranjeras, junto con el inglés, francés y el italiano.